# 2004 en Libye
Chronologie de la Libye
- 2000
- 2001
- 2002
- 2003
- 2004
- 2005
- 2006
- 2007
- 2008

Cet article traite des événements qui se sont produits durant l'année 2004 en Libye ou qui concernent ce pays.

## Événements
- 9 janvier : accord franco-libyen sur l'indemnisation des victimes françaises de l'attentat contre le D.C.-10 d'U.T.A (Vol UTA 772)[1].
- 18 juin au 13 juillet : championnat du monde de la Fédération internationale des échecs 2004 à l’hôtel Almahary à Tripoli.
- 11 octobre : l'Union européenne lève les sanctions décidées à la suite de l'attentat de Lockerbie en 1988[2].
- 24 novembre : visite du président français, Jacques Chirac, en Libye[3].

## Sport
- La Libye a envoyé 8 athlètes aux Jeux olympiques d'été de 2004 à Athènes en Grèce.
- La saison 2003-2004 du Championnat de Libye de football est la trente-sixième édition du championnat de première division libyen. Quatorze clubs prennent part au championnat organisé par la fédération. Les équipes sont regroupées au sein d'une poule unique où elles rencontrent leurs adversaires deux fois au cours de la saison, à domicile et à l'extérieur. À l'issue de la compétition. les deux derniers du classement sont relégués et remplacés par les deux meilleurs clubs de Second Division tandis que le douzième dispute sa place parmi l'élite face au troisième de deuxième division.